# إيثلبيرت الثاني من شرق أنجليا
إيثلبيرت الثاني من شرق أنجليا (بالإنجليزية القديمة: Æðelbrihte ÆÞelberhte) المعروف أيضًا باسم القديس الملك إيثلبيرت (توفي 20 مايو 794 في ساتون ولز، هيرفودشير)، كان قديسًا من القرن الثامن وملكًا من مملكة أنجليا الشرقية، المملكة الأنجلو سكسونية التي اليوم من 
 ضمن مقاطعات نورفولك وسوفولك في المملكة المتحدة.
لا يُعرف سوى القليل عن عهده، الذي ربما بدأ في عام 779، وفقًا لمصادر لاحقة، وتم اكتشاف عدد قليل جدًا من العملات المعدنية التي أصدرها. من المعروف في الوقائع الأنجلوسكسونية أنه قُتل بأمر من أوفا ميرسيا عام 794. تم إعلان قداسة إيثلبيرت محليًا وأصبح مركزًا للطوائف في إيست أنجليا وفي هيريفورد، حيث كان ضريح الملك القديس موجودًا في يوم من الأيام. في غياب الحقائق التاريخية المعروفة، قدم مؤرخو العصور الوسطى تفاصيلهم الخاصة عن أسلافه، وحياته كملك، والموت على يد أوفا. عيده هو 20 مايو. توجد كنائس في نورفولك وسوفولك وغرب إنجلترا مخصصة له، وهو راعي مشترك لكاتدرائية هيريفورد.

## الحياة والحكم

مملكة إيست أنجليا

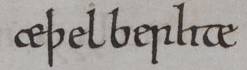
اسم إيثلبيرت في الوقائع الأنجلوسكسونية

لا يُعرف سوى القليل عن حياة أوثيلبيرت أو عهده، حيث نجا عدد قليل من سجلات شرق إنجلترا من هذه الفترة. ربما بدأ عهد إيثلبيرت في عام 779، وهو التاريخ المقدم على السلطة غير المؤكدة لحياة القديس المتأخرة. قدم مؤرخو العصور الوسطى روايات مشكوك فيها عن حياته، في غياب أي تفاصيل حقيقية. وفقًا لريتشارد من سينشيستر، في القرن الخامس عشر، كان والدا إيثلبيرت هما إيثلبيرت الأول من شرق أنجيليا و الأميرة ليوفرانا. يروي ريتشارد بالتفصيل قصة صعود إيثلبيرت وانتخابه كملك وحكمه الحكيم. بعد حثه على الزواج ضد إرادته، وافق على ما يبدو على أن يتزوج يادبوره، ابنة أوفا ميرسيا، وانطلق لزيارتها، على الرغم من نذير والدته وتجاربه في الأحداث المرعبة - تعرضه لزلزال والكسوف الشمسي وروئ.
تم التعرف على أربعة قروش ضُربت بواسطة إيثلبيرت ( اعتبارًا من 2014 ) - اثنان منها معروفان منذ القرن الثامن عشر وواحد منذ بداية القرن العشرين.  أحد هذه العملات ، وهو قرش "خفيف" ، قيل أنه تم اكتشافه في عام 1908 في تيفولي بالقرب من روما ، يشبه في نوعه عملة أوفا. على جانب واحد توجد كلمة REX ، مع صورة رومولوس وريموس يرضعان ذئبًا: على الوجه أسماء الملك ومالكه ، لول ، الذي ضرب أيضًا عملات معدنية لـ Offa و Coenwulf of Mercia . اقترح المؤلف آندي هتشسون أن استخدام الأحرف الرونية على العملة المعدنية قد يعني "استمرار السيطرة القوية من قبل القادة المحليين".  لاحظت عالمة النقود ماريون أرشيبالد أن إصدار عملات "مُغرية" من هذا النوع ، بهدف كسب أصدقاء في روما ، ربما يشير إلى أنه بصفته ملكًا ثانويًا ، كان إيثلبيرت يفترض "درجة أكبر من الاستقلال مما أوفا كان على استعداد لتحمله ". 
توفر العملات المعدنية أحد المصادر المعاصرة القليلة لـ إيثلبيرت. في مارس 2014 ، تم اكتشاف العملة الرابعة في ساسكس بواسطة جهاز الكشف عن المعادن .  وفقًا لعالم النقود البريطاني روري نايسميث ، "كان من الممكن إصدار عملات إيثلبيرت على مدار عدة سنوات ، إما أثناء فترة أكد فيها بعض أو كل شرق أنجليا استقلالهم عن أوفا ، أو عن طريق نوع من الترتيبات لمشاركة حقوق سك العملة مع الحاكم ميرسيان ".  منع أوفا إيثلبيرت من سك عملاته المعدنية. 
في عام 793 ، تم الكشف عن ضعف الساحل الشرقي الإنجليزي عندما تعرض دير ليندسفارن للنهب من قبل الفايكنج ، وبعد ذلك بعام تعرض جارو للهجوم أيضًا ، وهو ما أكده المؤرخ ستيفن بلونكيت على أن الإنجليز الشرقيين "أجبروا على السعي وراء قيادة حازمة" من أجل تعزيز دفاعات المنطقة.  ادعاء إيثلبيرت بالانتماء إلى سلالة ووفينغاس الحاكمة ، والذي اقترحه استخدام ذئب روماني ولقب REX على عملاته المعدنية ، نشأ من الحاجة إلى ملكية قوية ردًا على هجمات الفايكنج. 

## الموت والتقديس
تم إعدام إيثلبيرت من قبل أوفا في ظل ظروف غامضة، على ما يبدو في رويال فيل في ساتون وولز. وفقًا لصحيفة الوقائع الأنجلوسكسونية، تم قطع رأسه. تُخبر مصادر العصور الوسطى كيف تم القبض عليه أثناء زيارته لعروسه المستقبلية ألفثيث ثم قُتل ودُفن. في رواية ريتشارد من سينشيستر، والتي لا يمكن إثباتها، أقنعت ملكة أوفا الشريرة سينيثريث زوجها بقتل ضيفه، الذي تم تقييده وقطع رأسه من قبل "جريمبرت" معين، والتخلص من جسده. يصف المؤرخ جون برومبتون مؤرخ القرون الوسطى كيف سقط رأس الملك المنفصل من عربة في حفرة حيث تم العثور عليها، قبل أن تعيد نظر الرجل الأعمى. وفقًا لـ صحيفة الوقائع، أصبحت إيلفثيث منعزلة في كرولاند وأسس والدها النادم الأديرة، وأعطى الأرض للكنيسة وسافر في رحلة حج إلى روما.
كان إعدام ملك أنجلو ساكسوني بناءً على أوامر حاكم آخر نادرًا جدًا، على الرغم من شنق المجرمين وقطع رؤوسهم، كما تم اكتشافه في ساتون هوو. جعل موت آثيلبيرت احتمال حدوث أي اتحاد سلمي بين الشعوب الأنجليكانية، بما في ذلك مرسيا، أقل احتمالا من ذي قبل.
في عام 2014 ، عثر عالم أجهزة الكشف عن المعادن ، دارين سيمبسون ، على عملة معدنية تم سكها بواسطة أوثلبرت في أحد حقول ساسكس . قد تكون هذه العملات ، التي تم ضربها كدليل على الاستقلال ، قد أدت إلى وفاة أوثلبرت. بيعت في مزاد علني في 11 يونيو 2014 مقابل 78000 جنيه إسترليني.

## الإرث

### تبجيل

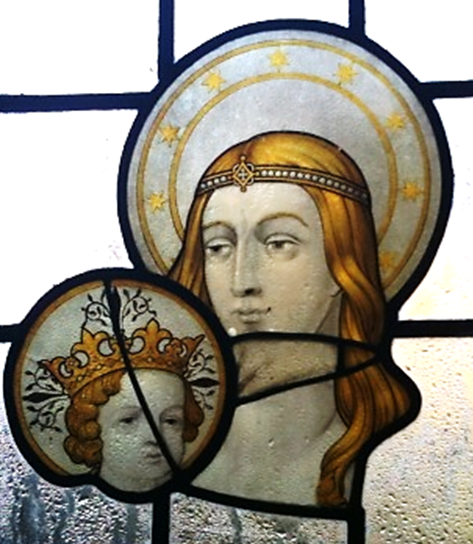
أيقونة للملك إيثلبيرت.

بعد وفاته ، تم إعلان قداسته من قبل الكنيسة الإنجليزية. تمت كتابة عدد من كتب " سيرة تقديسية عن إثيلبيرت خلال العصور الوسطى ، بما في ذلك كتابات جيرالد الويلزي وأوسبرت من كلير في القرن الثاني عشر ، و"سجلات القديسين" لروجر أوف ويندوفر وماثيو باريس في القرن التالي. 
تم تبجيله في الطوائف الدينية في كل من إيست أنجليا وهيريفورد. كانت الكنيسة الأنجلوساكسونية التابعة للملكية الأسقفية في هوكسن واحدة من عدة كنائس مخصصة له في سوفولك. الكنيسة مذكورة في وصية ثيودريوس ، أسقف لندن وهوكسني (حوالي 938 - 951 ج) ، وهو مؤشر محتمل على وجود طائفة دينية مكرسة للملك القديس.  فقط ثلاثة إهداءات لأثلبيرت بالقرب من المكان الذي مات فيه - ماردين وكاتدرائية هيرفورد وليتليدين - الأحد عشر الآخر في نورفولك أو سوفولك. جادل المؤرخ لورانس بتلر بأن هذا النمط غير العادي يمكن تفسيره من خلال وجود عبادة ملكية في إيست أنجليا ، والتي مثلت "إحياء للمسيحية بعد الاستيطان الدنماركي من خلال إحياء ذكرى حاكم محلي" آمن "سياسيًا وبعيدًا جسديًا".

### مبان مسيحية مخصصة له

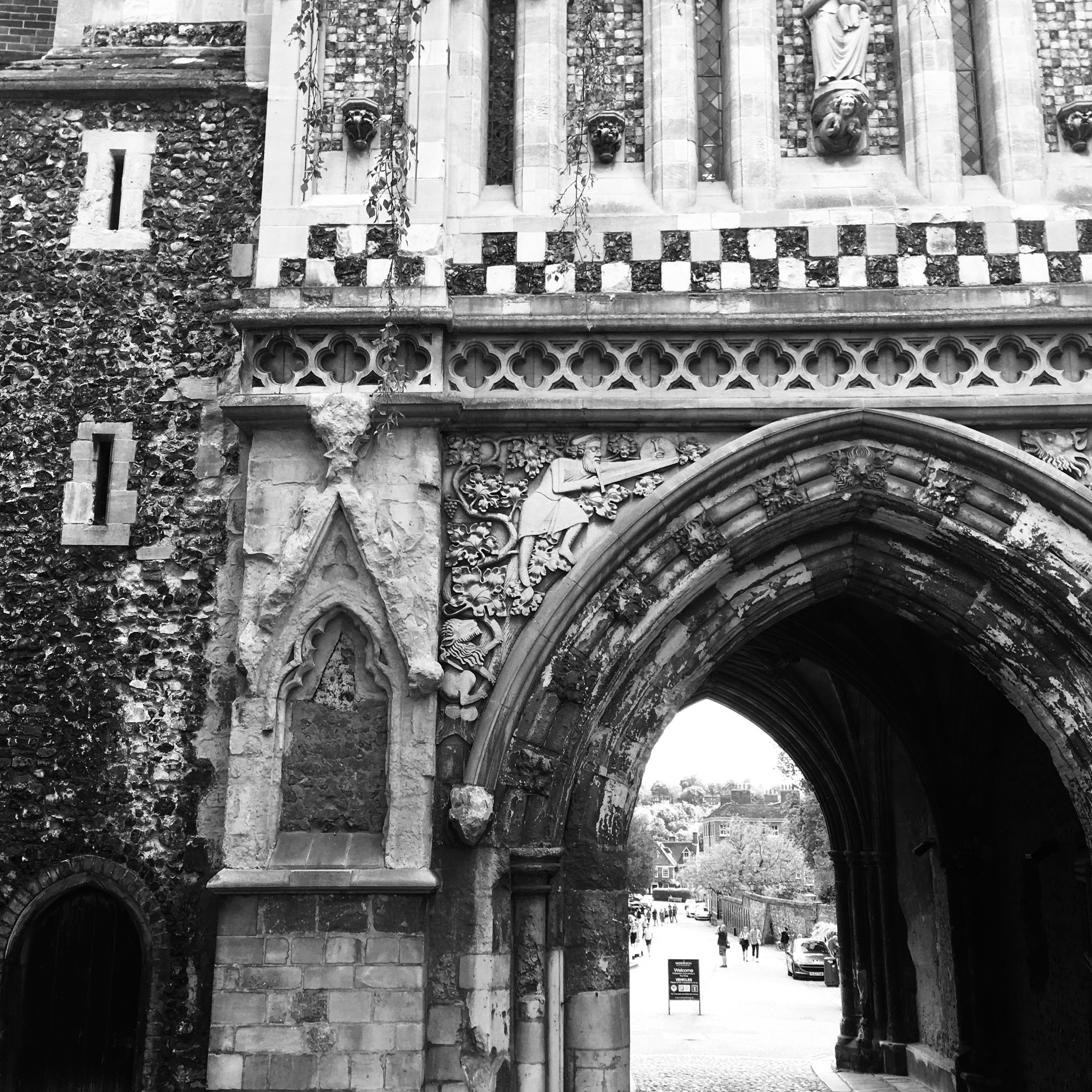
جزء من بوابة سانت إثيلبرت في كاتدرائية نورويتش

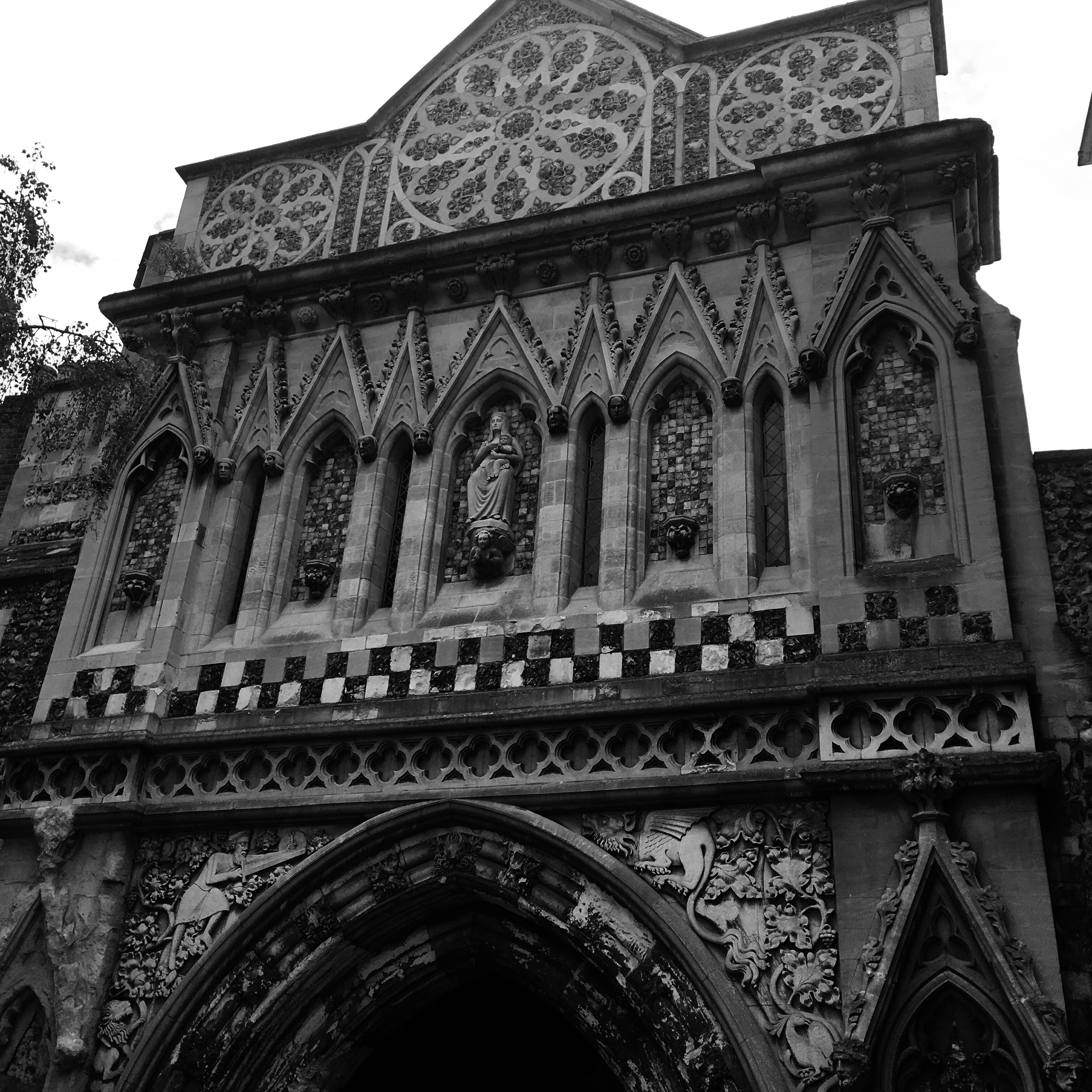
الجزء العلوي من بوابة سانت إثيلبرت في كاتدرائية نورويتش